# Clément Sánchez
Clément Sánchez (16 de marzo de 1949, París, Francia) es un químico francés, y director del Laboratorio de Química de la materia condensada, en la universidad Pierre y Marie Curie. En 2009 recibió el premio Pierre Sue de la Sociedad Química de Francia.

## Formación
En 1978 obtuvo el título de ingeniero en la École Nationale Supérieure de Chimie de París. En 1981 finalizó su doctorado en Ciencias Físicas en la Universidad Pierre et Marie Curie de París.

## Carrera académica
- Ayudante de investigación del CNRS (1978-1982)
- Investigador del CNRS (1982-1988)
- Director de investigación del CNRS
- Profesor de la Escuela Politécnica de París (1991-2003)
- Director de investigación del CNRS, clase II (1988-1995); clase I (1995-2006); clase excepcional (2006-2011)
- Codirector (2000-2004) y director (2005-2013) del laboratorio de Química de la materia condensada de París (UMR 7574)
- Profesor del Colegio de Francia, Cátedra de «Química de los materiales híbridos" (desde 2011)

## Investigaciones
Dirige un grupo de investigación especializado en el campo de la nanoquímica y las propiedades físicas de los geles de óxidos de metales de transición nanoestructurados, con poros y sin poros, y sobre los materiales híbridos inorgánicos-orgánicos, porosos y no porosos, en forma de monolito, microesferas y películas. Ha organizado varias reuniones internacionales relacionadas con el campo de la química, los materiales bio-híbridos y aspectos relacionados.

## Premios y distinciones
Ha recibido numerosos premios:
- Premio IBM de ciencia de materiales en 1988
- Premio de Química del estado sólido, de la Société Chimique de France, en 1994.
- Medalla de Plata del CNRS (Química) en 1995
- Premio de la Academia Francesa de Ciencias para la aplicación de la ciencia a la industria en 2000.
- Premio Catalán y Sabatier 2007 de la Société Chimique de Francia y la Real Sociedad Española de Química y
- Premio Alexander von Humboldt en 2008.

## Algunas publicaciones
Posee numerosas publicaciones como autor y editor de libros científicos, actas de cogresos, artículos, etc.
- Functional hybrid materials. Editores: Pedro Gómez-Romero, Clément Sánchez. Wiley-VCH, 2004. ISBN 3527304843
- Organic/inorganic hybrid materials-2004: Actas del Symposium 2004 de la Materials Research Society. 29 de noviembre al 29 de diciembre de 2004, Boston, Massachusetts, Estados Unidos. Clément Sánchez (ed.) Materials Research Society, 2005. ISBN 1558997954
- Organic/inorganic hybrid materials-2002: Actas del Symposium 2002 de la Materials Research Society. 1 al 5 de abril de 2002, San Francisco, California, Estados Unidos. Clément Sánchez (ed.) Materials Research Society, 2005. ISBN 1558997954
- Proceedings of the First European Workshop on Hybrid Organic-Inorganic Materials. New journal of Chemistry. Clément Sánchez, François Ribot (ed.), Centre national de la recherche scientifique (Francia). CNRS, 1994
- Optical Properties of Transition Metal Oxide Gels. Clement Sánchez, Univ. de París-6, (Francia). Defense Technical Information Center, 1992